# Idiochlora mundaria
Idiochlora mundaria är en fjärilsart som beskrevs av John Henry Leech 1897. Idiochlora mundaria ingår i släktet Idiochlora och familjen mätare. Inga underarter finns listade i Catalogue of Life.